# Mirto Davoine
Mirto Lenín Davoine Genta (nacido el 13 de febrero de 1933 en Montevideo, Uruguay) es un ex-futbolista uruguayo. Jugaba de centrocampista y su primer club fue Peñarol de su país.

## Carrera
Comenzó su carrera en 1948 jugando para Peñarol hasta 1957. Tuvo un paso desapercibido en el Alianza Lima de Perú. En 1960 se fue a España para integrar el plantel de Mallorca, en donde se retira en el año 1962.

## Selección nacional
Ha sido internacional con la selección de Uruguay desde 1954, durante la Copa Mundial de 1954.

## Clubes
| Club                | País    | Año       |
| ------------------- | ------- | --------- |
| C. A. Peñarol       | Uruguay | 1948-1957 |
| C. Alianza Lima     | Perú    | 1958      |
| Deportivo Municipal | Perú    | 1959-1960 |
| R. C. D. Mallorca   | España  | 1960-1962 |

## Palmarés

### Campeonatos nacionales
| Título                                   | Club    | País    | Año  |
| ---------------------------------------- | ------- | ------- | ---- |
| Campeonato Uruguayo                      | Peñarol | Uruguay | 1949 |
| Torneo de Honor                          | Peñarol | Uruguay | 1950 |
| Torneo de Honor                          | Peñarol | Uruguay | 1952 |
| Torneo Competencia                       | Peñarol | Uruguay | 1953 |
| Torneo de Honor                          | Peñarol | Uruguay | 1953 |
| Campeonato Uruguayo                      | Peñarol | Uruguay | 1953 |
| Torneo Campeones Sudamericanos Juveniles | Peñarol | Uruguay | 1954 |
| Campeonato Uruguayo                      | Peñarol | Uruguay | 1954 |
| Torneo Competencia                       | Peñarol | Uruguay | 1956 |
| Torneo de Honor                          | Peñarol | Uruguay | 1956 |
| Torneo Competencia                       | Peñarol | Uruguay | 1957 |